# Hu Weidong
Hu Weidong (胡衛東T, 胡卫东S, Hú WèidōngP; Xuzhou, 3 gennaio 1970) è un ex cestista e allenatore di pallacanestro cinese.

## Carriera
Con la Cina ha disputato tre edizioni dei Giochi olimpici: Barcellona 1992, Atlanta 1996 e Sydney 2000. Ha inoltre preso parte ai Mondiali del 1994 e del 2002.
Dal 2012 al 2014 è stato il vice allenatore dei Jiangsu Nangang Dragons Nanjing, di cui è stato capo allenatore dal 2004 al 2008.